# تاریخ اهواز

### پیش از اسلام

اهواز در دوران پهلوی

اهواز در روزگار ساسانیان از شهرهای عمده خوزستان به شمار می‌رفت و از مراکز عمده صنایع نساجی خوزستان بود و یکی از کانونهای مسیحیت در ایران، و از اسقف نشینهای خوزستان محسوب می‌شد. علاوه بر این، این شهر از مراکز عمده بازرگانی بوده، و نیز به واسطة واقع شدن در کنار رود کارون - که قابلیت کشتیرانی داشته - محل مناسبی برای تجمع مال‌التجاره و دادوستد به شمار می‌رفته است

### دوران اسلامی

منظره زیبا از غروب شهر اهواز و کوچ پرندگان

منظرهٔ پل سفید، قدیمی‌ترین پل دایر روی رود کارون در اهواز، زمستان ۸۹

بعد از تاخت و تاز اعراب در عراق، آنها در اواخر دهه ۶۳۰ میلادی به خوزستان حمله کردند. فرمانده عتبه بن گزوان نیمه اداری شهر را ویران کرد ولی نیمه تجاری شهر را حفظ کرد. فرمانده ایرانی، هرمزان از اهواز به شوشتر عقب‌نشینی کرد ولی بعد از مدت طولانی در محاصره بودن، در ۲۱ ه. ق/۶۴۱–۶۴۲ به نیروهای عمر تسلیم شد. اعراب پس از پیروزی در جنگ نهاوند پادگانهایی در شهرهای فتح شده، از جمله در اهواز ساختند. شهرهای خوزستان از جمله اهواز از نخستین پناهگاه‌های خوارج در ایران بود. در ایام خلافت علی برخی از موالی اهواز که از میزان خراج درخواستی والی آن ناخرسند بودند، به شورش خوارج پیوستند. در زمان خلافت یزید بن معاویه شهرهای خوزستان از جمله اهواز دستخوش جنگ و گریزهای خوارج با سپاهیان اموی گشت.جغرافی دانان متذکر شدند که اهواز به خاطر شورش زنگیان-که عراق کوچک و خوزستان را دربرگرفته بود- در اواخر قرن ۳ ه. ق/۹ م بشدت صدمه دیده است. مقدسی متذکر می‌شود که دلیل ویرانی‌های شهر اشغال آن توسط شورشیان به رهبری المبرقع (نقابدار) است و طبری می‌گوید در سال ۲۶۱ه. ق/۸۷۴–۸۷۵ م زنگیان که شهر را اشغال کرده بودند، شهر را غارت کرده، مردم را به بردگی گرفته و خانه‌ها را آتش می‌زدند
شهر اهواز در سده‌های نخستین اسلامی به واسطه سدی که بر کارون بسته شده بود، از بزرگ‌ترین و آبادترین شهرهای خوزستان به شمار می‌آمد. این شهر تا ۲۵۶ق/۸۷۰م شهری پررونق و آباد بود، اما در این سال اهواز به تصرف سپاهیان صاحب‌الزنج درآمد. اهواز پس از پایان فتنه زنگیان رونق و آبادانی گذشتة خود را از دست داد، اما در زمان عضدالدوله دیلمی بار دیگر اهمیت پیشین خود را به عنوان مرکزی تجاری به دست آورد. همچنین بنا به گفته مقدسی، عضدالدوله پل هندوان را که دو بخش اهواز را به هم متصل می‌کرد و همچنین مسجد زیبایی را که در کنار آن بوده، بازسازی و مرمت نمود. شهر اهواز از پایگاه‌های عمدة مذهب تشیع در ایران به شمار می‌آمد و به گفتة مقدسی نیمی از مردم آنجا شیعه بودند و پیوسته میان شیعیان (مروشیان) و سنیان (فضلیان) درگیری و کشاکش وجود داشت.
اهواز تا اواخر سدة ۵ق شهری آباد بود، اما از این زمان به بعد رونق خود را از دست داد، به گونه‌ای که مرکزیت خوزستان از آنجا به شوشتر منتقل شد. در سدة ۶ق اهواز به شهری ویران و خالی از سکنه تبدیل شد. حافظ ابرو از آن به عنوان قصبه‌ای نام می‌برد و به اشتباه اهواز را با سوق الاربعا (چهارشنبه بازار) یکی می‌داند
در قرن چهارم هجری نهری کوچک به طول سیصد متر و عرض بیست‌متر از کارون منشعب شده، شهر را به دو قسمت تقسیم کرده بود محله غربی را «جزیره» می‌گفتند و محله شرقی «مدینه» نام داشت، این دو بخش به وسیله پلی به نام «پُل هندوان» به هم وصل می‌شدند. در آن دوره اهل شهر دو دسته بودند و دربارة اصحاب پیامبر دو نظر داشتند، این شهر انبار بصره و بارانداز فارس و اصفهان بود.

اما علی‌رغم رشد و توسعه اهواز در قرون اولیه اسلامی، در نیمه دوم قرن چهارم هجری این شهر رو به ویرانی گذاشت و مردم آن پراکنده شدند. و کار به جایی رسید که در اوایل قرن ششم این شهر به طور کلی ویران شد. عبدالکریم بن محمد سمعانی که در نیمه دوم قرن ششم می‌زیسته شهر اهواز را این چنین توصیف کرده: «اهواز یکی از شهرهای مشهور بود که دانشمندان و روحانیون و تجار و ثروتمندان بسیاری از مردم آن شهر به همراه غیر اهوازی‌ها در آن زندگی می‌کردند. بخش عمده این شهر ویران شد و فقط ویرانه‌هایی از آن باقی‌مانده که مردم اندکی را خود جای داده‌است.»
علت ویرانی «سوق‌الاهواز» یا همان اهواز به درستی مشخص نیست. هر آنچه تاکنون گفته شده حدس و گمان است که به وسیله وقایع‌نگاران و مورخان متأخر نوشته شده‌است. احمد کسروی «ویرانی اهواز کهن را یکی از معماهای تاریخ خوزستان دانسته که نه زمان و نه علت آن را در جایی ننوشته‌اند.» او در ادامه می‌گوید: «آنچه ما از جستجو بدست آورده‌ایم زمان آن را آخرهای قرن پنجم یا آغاز قرن ششم بوده.» این سخن کسروی نیز درست نیست چون ابن‌حوقل که در نیمه دوم قرن چهارم می‌زیسته، ویرانی اهواز را از قرن چهار هم روایت کرده‌است. با این وجود کسروی علت ویرانی را دو چیز پنداشته: یکی شکستن بند و دیگری برگشتن مسرقان از جوی خود و پیوستن آن به دجیل [کارون].
از قرن ششم هجری قمری به بعد به علت خراب شدن سد شادروان و پائین رفتن سطح آب رونق دهنده شهر و نیز جنگ‌ها و اغتشاشات داخلی و بروز بیماری‌های وبا و طاعون، اهواز رو به خرابی رفت تا آن که در سال ۱۸۶۹ میلادی (۱۲۴۸ هجری خورشیدی) هم‌زمان با حفر کانال سوئز که منجر به کوتاه شدن مسیر تجارت دریائی اروپائیان و توجه آنها به منطقه شد رونق تازه‌ای گرفت. ناصرالدین شاه قاجار هم از این فرصت برای گسترش تجارت و کشتیرانی بر روی رود کارون استفاده کرد و در سال ۱۲۶۶ هجری خورشیدی کشتی‌رانی را بر رود کارون برای خارجیان آزاد اعلام کرد و توسط والی خوزستان در کنار اهواز قدیم بندرگاهی به نام «بندر ناصری» احداث کرد. در پی احداث این بندر نام اهواز به «ناصریه» تبدیل شد تا اینکه در دورهٔ پهلوی و به تبع سیاست قاجار زدائی رضا شاه نام باستانی «اهواز» احیا شده و جای ناصری را گرفت.
سیدعبدالله جزایری که در قرن دوازدهم یعنی قرن‌ها پس از ویرانی اهواز می‌زیسته. فتنة صاحب‌الزنج را عامل عدم اعتنا و بی‌رغبتی خلفا دانسته که «بعد از تسکین فتنه چون خلفا را به عمارت آن ولایت رغبت باقی نماند و واماندگان آن‌جا از عمدة ضبط آن همه نیشکر و ادای مال و جهات دیوانی آن‌ها بیرون نتوانستند آمد، لاجرم اکثر جلای وطن نمودند و...»
به هر حال پس از ویرانی شهر اهواز در قرن چهارم هجری، فقط ویرانه‌ای از آن باقی‌مانده بود و در دورة مشعشعیان و پس از آن دسته‌ای از آل کثیر در آنجا کپرها یا چینه‌هایی بالا آورده دهکده‌ای آباد کرده بودند. سپس هم آنان رفته دسته‌ای از کعبیان در آنجا نشیمن داشته و در آن نزدیکی دیم‌کاری می‌کردند.

با توجه به نوشته سیدعبدالله جزایری پیداست که در اواخر قرن دوازدهم هجری نیز اهواز حال و روز خوبی نداشته‌است. او می‌نویسد: «اکنون از عمارات آن‌جا همان قلعه موجود است که شیخ ناصر بن حمید آن را حصار کشیده مشتمل بر چند خانه‌وار رعیت دیم‌کار.»

## دوران معاصر
پس از آن نیز اهواز به همین صورت بوده و در حد یک روستای کوچک باقی‌مانده بود. سر اوستن هنری لایارد که در زمان شیخ ثامر بنی‌کعب ۱۲۵۸. ق (۱۸۴۱. م) در این منطقه بوده به هنگام ذکر قلمرو بنی‌کعب، هیچ گونه نامی از اهواز نبرده و در عوض نام روستای ویس در شمال اهواز را در کتاب خود آورده‌است. این امر نشان می‌دهد روستای ویس پرجمعیت‌تر و آبادتر از اهواز بوده‌است.
کاپیتان هنت که در سال ۱۲۷۳. ق (۱۸۵۳. م) یکی از افسران ارتش انگلیس در جریان جنگ ایران و انگلیس در محمره بوده و پس از فرار خانلرمیرزا به اهواز با کشتی به تعقیب خانلرمیرزا پرداخته، اهواز را این چنین دیده‌است: «شهر اهواز مثل اکثر بلاد مشرق زمین دارای خانه‌های محقری است که از خشت و گل، بدون مراعات اصول صحی به ترتیب غیرمنظمی ساخته شده و در حدود یکهزار و پانصد الی دو هزار نفر جمعیت دارد. (کوچروان عرب زبان)
بیست و شش سال بعد یعنی در سال ۱۲۹۹. ق (۱۸۸۲. م) حاج عبدالغفار نجم‌الملک از «قریة اهواز و قریب ۶۰ خانوار رعیت عرب» سخن گفته که «کدخدای آن شیخ نبهان» است. شیخ بنهان عامری کعبی بازمانده همان کعبیانی یمنی است که پس از رفتن آل‌کثیر در بیابانهای اطراف اهواز قدیم نشیمن داشتند. قریه اهواز در حال حاضر قدیمی‌ترین محله شهر اهواز است که پس از مهاجرت گروهی شوشتری در زمان ناصرالدین شاه و پس از تأسیس شهر ناصریه یا اهواز فعلی آباد گردید و خانه‌های قدیم آن بیشتر به سبک معماری شوشتری و بعضاً دزفولی ساخته شده است واکنون به محله «عامری» معروف است. در حقیقت شهر فعلی اهواز که از منطقه پل سیاه فعلی و اسکله انگلیسی‌ها شروع شد، پس از مهاجرت گروهی شوشتری و بعضاً دزفولی و بهبهانی تشکیل شد و پیش از آن به جز نام شهر باستانی اهواز که بر منطقه معروف بوده هیچ شهری وجود نداشته است. خانه‌هایی که در بیابانهای اطراف اهواز بصورت کپری یا خشتی در تاریخ معاصر ذکر گردیده ساخته عشایر کوچرو عرب بوده که از فن معماری یکجانشینی آگاهی نداشته‌اند. در جوار این محله نیز محله‌ای است که آن را «اهواز قدیم» می‌گفتند. به احتمال زیاد قریة اهواز در محل این دو محله بوده‌است.]
لرد کرزن که در سال ۱۸۹۰ میلادی (۱۳۰۷. ق) از آن ناحیه گذر کرده جمعیت آن را تقریباً هفتصد نفر برآورد کرده‌است.
کشتیرانی در خوزستان از طریق رود کارون صورت می‌گرفته و با توجه به طبیعت رودخانه کارون که در محل اهواز دارای چندین رگه صخره‌ای در بستر خود می‌باشد به دو بخش بالادست و پائین دست تقسیم شده بود. همچنین ویرانه‌های سد باستانی اهواز نیز که در زمان احداث باز هم بر روی بستر صخره‌ای بنا شده بود مانع دیگری برای کشتی‌رانی بوده‌است. شاخهٔ بالادست یا کارون شمالی از شوشتر تا اهواز و شاخهٔ جنوبی یا پائین دست از اهواز تا خلیج فارس را در بر می‌گرفته‌است؛ بنابراین کشتی‌هایی که از شوشتر حرکت می‌کرده‌اند در محل اهواز به ناچار بار خود را به کشتی دیگری در سمت جنوبی صخره منتقل می‌کرده‌اند. این دست به دست شدن بار موجب پیدایش انبارها و کاروانسراهای متعددی در اهواز شد و تبدیل به یکی از دلایل رونق تجارت و نتیجتاً رونق شهر اهواز گشت.
از جمله تأسیسات مرتبط با بندر و تجارت در اهواز آن زمان، واگن اسبی بوده‌است که با احداث یک رشته خط آهن و توسط واگنهایی که با اسب کشیده می‌شده‌اند بار و کالای تجاری را در امتداد رودخانه و بین کشتیها جابجا می‌کرده‌است.
در شوشتر اسنادی به دست آمده که حاکی از تجارت دریایی با دورترین بندرهای تجاری معروف آن دوران دنیا در هند و آفریقا و خاور دور می‌باشد و این امر جز با وجود بندری در کنار صخرهٔ پیش‌گفته برای تخلیه و بارگیری مجدد میسر نمی‌شده‌است.
به نوشتهٔ کسروی اهواز نوین پس از اعطای اجازهٔ ناصرالدین شاه به خارجیان برای کشتیرانی در قسمت جنوبی کارون رونق دوباره یافت زیرا وجود رشته‌سنگی در محل کنونی پل هفتم مانع از ادامه مسیر کشتی‌ها به قسمت‌های بالا دست کارون می‌شد و کشتی‌ها ناچار بودند بار خود را در این سوی صخره تخلیه کنند و سپس به کشتی‌هایی که در آن سوی صخره بودند منتقل کنند.
کم‌کم ساختمانها و تأسیساتی در این قسمت به وجود آمد و رونق آن هر روز بیشتر می‌شد.
قسمت شرقی شهر ابتدا شکل گرفت و محلهٔ عامری و خیابان ۲۴ متری تقریباً اولین قسمت‌های اهواز جدید بودند.
درگیری‌های مختلف دوران مشروطیت و کشف نفت در مسجدسلیمان و وضع اسف‌بار شوشتر در دوران قاجاریه از یکسو و شیوع طاعون مهلک در آخرین سالهای قرن ۱۳ خورشیدی و همچنین برچیده شدن کشتیرانی در کارون شمالی از سوی دیگر و نیز رونق روزافزون اقتصادی اهواز باعث شد تا مرکزیت خوزستان در آغاز حکومت پهلوی از شوشتر به اهواز منتقل شود.

### بندر ناصری و اهواز امروز
آزادی کشتیرانی در کارون سفلی (از محمره تا اهواز) در سال ۱۳۰۶. ق (۱۸۸۸. م) بر روی کشتی‌های خارجی، باعث رشد و رونق تجارت در ایالت و به ویژه شهرهای محمره و اهواز گردید. افزایش حجم مبادلات و داد و ستد، صادرات کالا به خارج و واردات کالا به محمره، سبب گردید تا مردم اندک اندک به شهرهای مزبور مهاجرت کرده بر جمعیت آنها افزوده شود.
کسب امتیاز آزادی کشتیرانی دررود کارون توسط انگلیسی‌ها در درجة اول به منظور تسخیر بازارهای داخلی و مرکزی کشور بود و بدون ارتباط کارون با مناطق مرکزی کشور، آزادی کشتیرانی چندان مطلوب نبود. از این رو در اکتبر سال ۱۸۹۶. م (۱۳۱۳. ق) شرکت برادران لینچ پیشنهاد احداث جاده کاروان رو بین اهواز و اصفهان را به دولت ایران ارائه داد. پس از مذاکرات طولانی بین انگلیسی‌ها و دولت ایران، بالاخره در تاریخ سوم مارس ۱۸۹۸. م قرارداد احداث جاده مزبور بین چارلز هاردینگ دبیر اول سفارت انگلیس در تهران و حاج علی‌قلی‌خان سردار اسعد به امضاء رسید.
و یک سال بعد یعنی در سال ۱۸۹۹. م (۱۳۱۷. ق) راه مزبور افتتاح شد. افتتاح راه کاروان رو اهواز به اصفهان باعث رشد و تسریع مبادلات تجاری و واردات و صادرات کالا شد.

همین امر یعنی احداث جادة اهواز ـ اصفهان، اهمیت و نقش اهواز را به عنوان حلقة وصل و پل ارتباطی محموله‌های آبی و محموله‌های خشکی بیش از پیش متجلی ساخت.
علاوه بر این، وجود صخره‌های بزرگ دررود کارون در مقابل قریه اهواز[این صخره‌ها هم اکنون به هنگام پایین آمدن آب کارون در مقابل محلة عامری و از بالای پُل هفتم قابل رؤیت هستند.]  سبب گردیده تا امکان کشتیرانی در این نقطه میسر نبوده، کشتی‌ها به محض وصول بدانجا بار خویش را تخلیه کنند و پس از حمل در خشکی، به آن طرف صخره‌ها برده، بر کشتی‌های دیگر بارگیری کنند. با آزادی کشتیرانی دررود کارون و به ویژه پس از احداث جاده کاروان رو لینچ و افزایش حجم مبادلات تجاری، ساختمان‌ها و مستحدثات قبلی، جوابگوی این حجم وسیع از مبادلات نبودند. از این رو پس از آزادی کشتیرانی دررود کارون در سال ۱۳۰۶. ق (۱۸۸۸. م) حسین قلی‌خان نظام‌السلطنه حکمران جدید خوزستان مأموریت یافت که درآن ناحیه به طور جدی مشغول اصلاحات شود. هم چنین گزارش جامعی در مورد طوایف ساکن در اطراف رودخانه کارون، کیفیت کشتیرانی آن و وضعیت نیروهای انتظامی در آن منطقه تهیه نماید. در این فرمان از نظام‌السلطنه خواسته شده بود که شش ماه از سال را در محمره اقامت کند.
نظام‌السلطنه نیز در محلی پایین‌تر از این صخره‌ها، که محل تخلیه محموله‌های کشتی بود، ساختمان‌ها و مستحدثاتی بنا نهاد و برای حفظ کالاها و محموله‌های تخلیه شده، سرباز و پاسبان در آنجا بنشاند.
ساختمان‌هایی که توسط نظام‌السلطنه برای تسهیل امور تجاری و تخلیه و بارگیری کالا احداث شده بودند به بندر ناصری معروف گردید. این ساختمان‌ها عبارت بودند از لنگرگاه، کاروانسرا، بازار و سربازخانه.
وجه تسمیه نام ناصری نیز بر مبنای نام ناصرالدین شاه بود.
این بندر در کناره شرقی رود کارون و رو به روی بندر امانیه ساخته شد. بندر امانیه نیز در کناره غربی رود کارون و در ابتدای جاده کاروان رو حویزه بود. کالاهای تخلیه شده در بندر ناصری با تراموای اسبی به سه کیلومتر بالاتر برده می‌شد تا از آنجا به شوشتر بارگیری شود.
در سال ۱۹۰۰، این شهر مستقیماً به بازارهای ایالت مرکزی ایران متصل شد. در حقیقت اهواز به عنوان بندر ایالتهای مرکزی بود، به همین دلیل جمعیت آن رو به افزایش گذاشت.
ذکر این نکته نیز ضروری است که علاوه بر ساختمان‌های احداثی توسط نظام‌السلطنه، شرکت ناصری نیز تأسیساتی نظیر انبار کالا و اسکله، یک خط تراموای سبک بین کارون سفلی (پایین سد) و کارون علیا (بالای سد) احداث کرد.
از آنجایی که آزادی کشتیرانی دررود کارون و افتتاح جاده کاروان رو اهواز ـ اصفهان موجب رونق و توسعه اهواز شده بود و به اعتباری دیگر اصلی‌ترین بخش اقتصادی آن، همان تخلیه کالا در بندر ناصری و سپس بارگیری آن در اهواز بود، لذا رفته رفته نام اهواز تحت‌الشعاع نام ناصری قرار گرفت، آن یکی را بندر ناصری نامیدند و شهر اهواز را ناصری یا ناصریه گفتند. 
رشد و گسترش تجارت و احداث بندر ناصری سبب گردید تا بسیاری از بازرگانان شهرهای شوشتر و دزفول از آن شهرها مهاجرت کرده و در بندر ناصری رحل اقامت گزینند. فتنه‌انگیزی و آشوب‌های شهر شوشتر و دودستگی میان مردم نیز مزید بر علت بود تا روند مهاجرت را تسریع بخشد، در شهر دزفول نیز دار و دسته شیخ محمدطاهر با شرارت‌های خود آرامش را از مردم سلب کرده بود، همین امر سبب شد تا بازرگانان آن شهر تمایل و رغبت بیشتری به مهاجرت نشان دهند. در حقیقت این اولین مهاجرت شوشتری‌ها و دزفولی‌ها به اهواز بود، همین امر سبب شد تا چند سال پس از آزادی کشتیرانی دررود کارون یعنی در سال ۱۸۹۲. م (۱۳۱۰. ق) و حتی پیش از افتتاح جاده کارون رو اهواز ـ اصفهان، معین‌التجار، کاروانسرایی با ۲۴ دهنة مغازه در اهواز احداث کند و به قول کنسول انگلیس او درصدد است بر تعداد آنها بیفزاید. نظام‌السلطنه حاکم ایالت و معزالسلطنه به اتفاق هم دو کاروانسرای دیگر ساختند. آنها هم‌چنین دو راسته بازار احداث کردند. معین‌التجار نیز به پیروی از آن‌ها یک راسته بازار احداث کرد. بدین ترتیب در آستانه جنگ جهانی اول (۱۹۱۴. م) بندر ناصری باعث گسترش روستای اهواز شد و کار به جایی رسید که در سال ۱۳۰۳. ش (۱۹۲۵. م) بندر ناصری به عنوان مرکز استان انتخاب شد و در شهریورماه ۱۳۱۴. ش نام آن به شهر اهواز تغییر یافت.

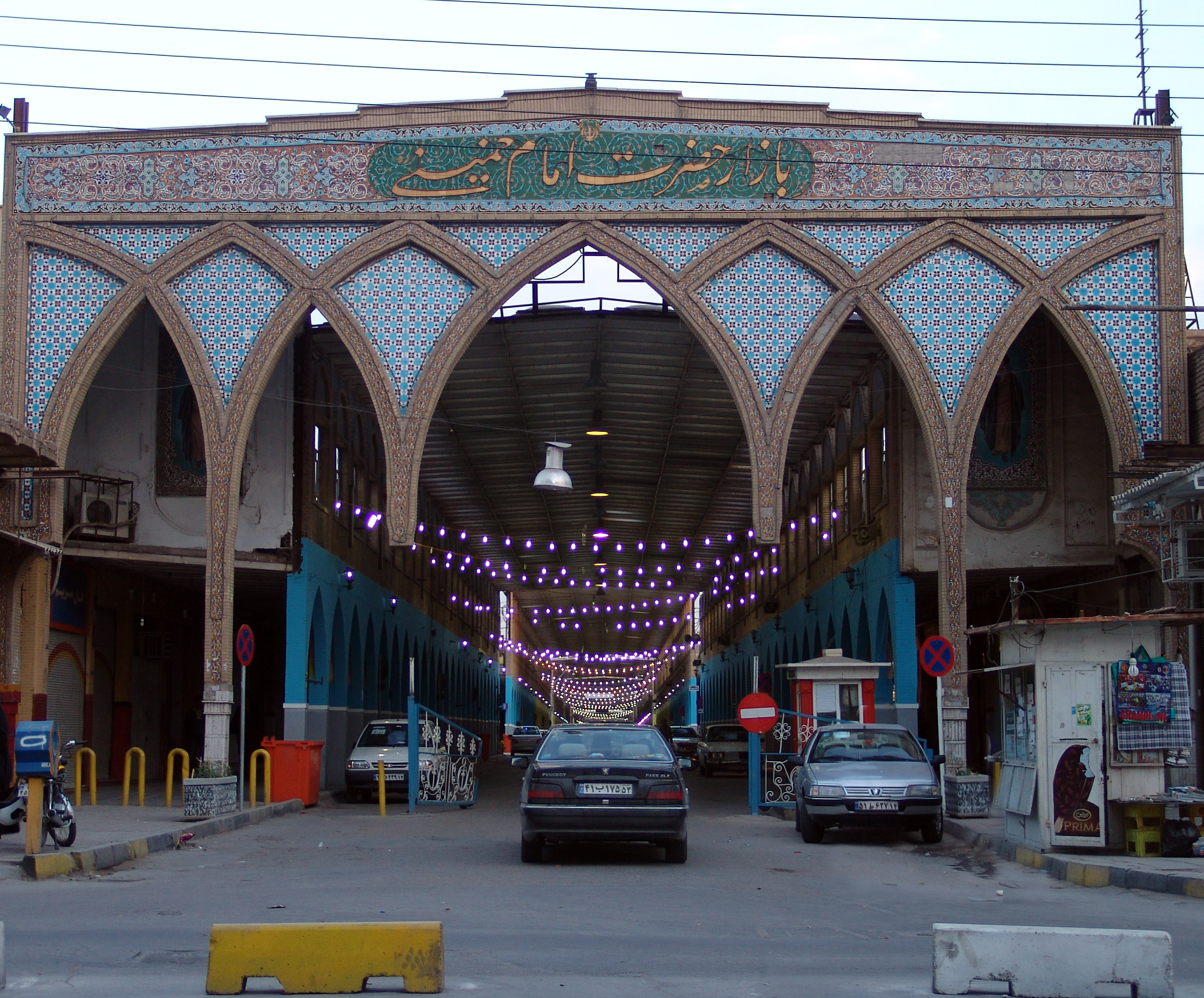
خیابان امام در اهواز

اهواز امروز شهری بزرگ و پهناور است که در دو سوی رود پرآب کارون واقع شده‌است. در قسمت غربی شهر محلات مسکونی پرجمعیتی مانند کمپلو، کوی علوی و محله‌های نو ساز نظیر گلستان، کیانپارس و کیان‌آباد قرار دارند. امانیه و فلکه ساعت کوی اداری-تجاری و هستهٔ مرکزی قسمت غربی را تشکیل می‌دهند.
قسمت شرقی شهر بیشتر بازار و مراکز اقتصادی شهر را در خود جای داده، خیابان‌های نادری (سلمان فارسی) و امام خمینی (پهلوی سابق) و آزادگان (۲۴متری سابق یا رضا شاه کبیر سابق) و شریعتی (۳۰ متری سابق) و باغ شیخ (ادهم) مرکز قسمت شرقی شهر هستند و همچنین محله‌های معروف پادادشهر، آریاشهر، باهنر، رسالت، منبع آب، کوروش، زیتون کارمندی، شهرک نفت در این قسمت از شهر واقع‌اند.
در حال حاضر پروژه‌های عمرانی بزرگی در اهواز در دست احداث می‌باشد که با افتتاح آنها چهرهٔ شهر و وضعیت حمل و نقل شهری دگرگون خواهد شد. مهم‌ترین این پروژه‌ها اتوبان کمربندی اهواز، پل هشتم کارون، پروژه پارک آبی و مترو می‌باشند.
تیم‌های فوتبال فولاد خوزستان و استقلال اهواز از جمله تیمهای مطرح در صحنهٔ فوتبال معاصر هستند.

### نخستین چاه نفت در اهواز
در سال ۱۲۹۱ خورشیدی نخستین چاه نفت در نزدیکی اهواز کنده شده و این چنین شرکت ملی نفت به صورت گسترده به ساخت و ساز در این شهر پرداخت. شرکت نفت در سال ۱۲۹۹ خورشیدی یک کمپ در «کمپلو» کنونی ایجاد کرد و نخستین ساختمان شرکت نفت در سال ۱۳۰۵ در اهواز ساخته شد.

### جنگ مردم اهواز و عثمانی‌ها با انگلستان
در سال ۱۲۹۴ بین مردم عرب خوزستان و انگلیس جنگی رخ داد که این جنگ در دو مرحله صورت گرفت مرحله اول جنگ مردم عرب خوزستان با اسلحه سرد بود که منجر به شکست انگلیس شد. در مرحله دوم انگلیس با اسلحه گرم سنگین روبروی مردم عرب خوزستان قرار گرفت اما اسلحه مردم عرب تغیری نکرد وبا همان اسلحه‌های سرد با انگلیس روبرو شدند که منجر به کشته شدن صدها نفر از مردم عرب شد، مزار این کشته شدگان در ۱۰ کیلومتری اهواز _ سوسنگرد (المنیور) قرار دارد. از معروفترین شخصیتهای این جنگ حاج سبهان و همچنین عاصی الشرهان که از شیوخ بنی طرف می‌باشند. این جنگ به جنگ جهاد مشهور است. در جریان جنگ جهانی اول علمای نجف من‌جمله «محمدکاظم طباطبایی یزدی» که مرجع تقلید عالم تشیع بود به منظور جلوگیری از تهاجم انگلیس به کشورهای اسلامی و تجهیز قوای مسلمان فتوای جهاد علیه قوای مهاجم را صادر کردن{و من ابطال واقعة الجهاد هم: الشیخ عاصی بن شرهان و الشیخ مطلب بن سبهان و الشیخ صدام بن زایر علی و علی بن عباس و الشیخ عوفی بن مهاوی و الشیخ خزعل بن کاظم من رؤساء بنی طرف و السید عنایه الشوکی و الشیخ عنایه بن ماجد شیخ عشائر الباویه و الشیخ قاسم علی شیخ عشائر الزرگان و الشیخ ازباری شیخ عشیره بنی ساله }
پس از ابلاغ فتوا عشایر عرب خوزستان من‌جمله دشت آزادگان از مناطق سوسنگرد، بستان، حمیدیه، هویزه و روستاهای اطراف به سوی اهواز به حرکت درآمدند و پس از تقریباً ۵۰ کیلومتر پیاده‌روی در دشتی بین اهواز و حمیدیه برابر قشون انگلیس صف‌آرایی کردند. بسیاری از طوایف دشت‌آزادگان در این جنگ حضور داشتند.
نیروهای انگلیس از چندین لشکر مجهز به توپخانه و سلاح سنگین تشکیل شده بودند و «ویلسون» یکی از قوای انگلیسی با همکاری شخصی بنام «کوکی» به شعیبه و بصره و خرمشهر به اهواز آمد و در آنجا متمرکز شد. ویلسون، نخست نامه‌ای به عشایر منطقه دشت‌آزادگان نوشته، و اعلام کرد که قشون انگلیس هیچگونه دشمنی با آنها ندارند لذا آنان نیز به نوبه خود اجازه دهند لشکریان بریتانیا به راه خود ادامه دهند.
عشایر خوزستانی در اهواز با رد پیشنهاد انگلیس به ویلسون نوشتند که به هیچ وجه اجازه عبور به قوای انگلیس را نخواهد داد و برای جنگ با لشکریان ویلسون به خط اول جبهه آمدند. سلاح عشایر مناطق در این جنگ «تفنگ»، «فاله»، «چماق قیری» (مگوار) نیزه و شمشیر بوده‌است.
نیروهای انگلیس پس از دریافت پاسخ عشایر از اهواز به طرف تپه‌های منیور در غرب اهواز به حرکت درآمدند و برای جنگ با عشایر آماده شدند. عشایر با سردادن شعارهای اسلامی خود را برای کشته‌شدن آماده ساخته بودند. با توجه به برتری ارتش انگلیس و عدم امکانات جنگی عشایر، به افراد تحت فرماندهی خویش دستور دادند که با یورش شبانه خود به انگلیسی‌ها اجازه استفاده از توپخانه و سلاح سنگین را ندهند. در این زمان نیروهای عثمانی به کمک نیروهای خوزستان آمدند. در این نبرد یاری بین عشایر عرب و ترک مشهود بود. سید «طاهر هاشمی آل مهدی» بزرگ عشیره سادات آل‌مهدی، آخرین رزمنده دفاع عشایر عرب خوزستان در برابر قوای انگلیسی بود که تیرماه سال ۱۳۸۹ در سن ۱۱۲ سالگی بر اثر کهولت سن، دارفانی را وداع گفت. در اهواز بارها سالگرد این جنگ کورد تقدیر قرار می‌گیرد و در نود و پنجمین مراسم سالگرد آن با حضور ۴۰ خبرگزاری داخلی و خارجی جهت پوشش خبری این مراسم و انعکاس آن دعوت به عمل آمده بود. تجمع بزرگ عشایر عرب خوزستان در محل یادمان عشایر عرب خوزستان در ۱۵ کیلومتری غرب اهواز پشت روستای گمبوعه با حضور علما، مسئولین کشوری و استانی و عشایر خوزستان برگزار شد.
در این مراسم امام جمعه اهواز گفت مردم خوزستان با انگلیسی‌ها را در سه محور غرب، شمال اهواز و شهرستان شادگان شرکت داشتند و اظهار داشت: درگیری اول در حد فاصل اهواز و حمیدیه با شرکت طوایف بنی طرف، سواری، عچرش ودغاغله بنی سالم، سواعد و... رخ داد که حماسه المنیور را رقم زد.
محور دوم درگیری در شمال اهواز به فرماندهی سید عنایه آلبوشوکه و با حضور طوایف زرگان، باوی، حمیدی، نواصر، سلامات و در یک عملیات پارتیزانی به انفجار لوله‌های نفت شرکت انگلیسی منتهی شد و سومین محور عملیات در منطقه شادگان توسط طوایف بنی کعب و دیگر عشایر فهیم منطقه به فرماندهی سیدجابر آلبوشوکه و الوان کعبی علیه نیروهای اشغالگر انجام شد.